# ماتیو مالوچلی
ماتیو مالوچلی (ایتالیایی: Matteo Malucelli؛ زادهٔ ۲۰ اکتبر ۱۹۹۳) دوچرخه‌سوار اهل ایتالیا است.
از باشگاه‌هایی که در آن رکاب زده‌است می‌توان به اندرونی جوکاتولی–سیدرمک اشاره کرد.